# Саксен-Мерзебург
Саксен-Мерзебург (нем. Sachsen-Merseburg) — герцогство на территории современных федеральных земель Саксония-Анхальт и Бранденбург.

## История
Курфюрст Саксонии Иоганн-Георг I 20 июля 1652 года завещал, чтобы после его смерти трое его младших сыновей получили секундогенитурные владения. После того, как Иоганн-Георг I скончался 8 октября 1656 года, его сыновья заключили 22 апреля 1657 года в Дрездене «дружественный братский пакт», а в 1663 году — дополнительный договор. В этих документах описывались выделяемые каждому из сыновей территории и суверенные права. Так в альбертинской линии Веттинов образовались младшие побочные ветви: Саксен-Вейсенфельс, Саксен-Мерзебург и Саксен-Цайц.
Во исполнение воли отца Кристиан получил земли, города и замки Мерзебург, Плагвиц, Рюкмарсдорф, Делич (с замком Делич), Бад-Лаукстедт, Шкойдиц, Лютцен, Биттерфельд, Цёрбиг, графство Брена и маркграфство Нидерлаузиц (с городами и замками Люббен, Доберлуг, Финстервальде, Дёберн, Форст и Губен).
Границы герцогства доходили до города Лейпциг; одна из таможенных станций находилась в Линденау, ныне являющимся одним из городских районов.
В 1738 году Генрих Саксен-Мерзебургский скончался, не оставив наследников, и герцогство было воссоединено с курфюршеством Саксония.

## Правители
- Кристиан I (1656—1691)
- Кристиан II (1691—1694)
- Кристиан III Мориц (1694—1694)
- Мориц Вильгельм (1694—1731)
- Генрих (1731—1738)

## Младшие ветви
Чтобы обеспечить доходами от герцогства своих младших сыновей, герцог Кристиан I создал для них апанажи. Эти земли оставались зависимыми от основной ветви, и суверенитет их правителей был сильно ограничен. В связи с тем, что ни один из этих герцогов не оставил наследника, ветви угасли в первом же поколении. До своего исчезновения линия Саксен-Мезербург-Шпремберг унаследовала весь Саксен-Мезербург.
- Саксен-Мерзебург-Цёрбиг, угасла в 1715 году, единственный герцог — Август
- Саксен-Мерзебург-Лаухштедт, угасла в 1690 году, единственный герцог — Филипп
- Саксен-Мерзебург-Шпремберг, в 1731 году унаследовала Саксен-Мерзебург, единственный герцог — Генрих